# 福満寺 (美濃市)
福満寺（ふくまんじ）は、岐阜県美濃市笠神にある真言宗醍醐派の寺院。山号は下照山。大日如来を本尊とする大矢田周辺に点在する喪山信仰に関連する神社の一つ、上神神社の神宮寺である。

## 歴史
平安時代に上神神社の神宮寺として長良川の河畔に創建されたと伝わる。開基、開山は知られていない。延宝2年（1672年）に長良川で起きた洪水の被害を受け、上神神社と共に現在地へ移転した。明治時代になり神仏分離運動が起きた後も神社から切り離されることなく上神神社の隣接地に所在し続けている。本尊の木造胎蔵界大日如来座像は室町時代の作で岐阜県の文化財に指定されている。また、祀られている室町時代の愛染明王座像と不動明王座像は昭和45年に美濃市の文化財に指定されている。